# 三条西実称
三条西実称（さんじょうにし さねよし、享保12年（1727年）3月23日 - 寛政3年（1791年）9月21日）は、江戸時代中期の公卿。

## 官歴
- 享保18年（1733年）：侍従
- 享保21年（1736年）：従五位上
- 元文3年（1738年）：正五位下
- 元文5年（1740年）：右少将
- 元文6年（1741年）：従四位下
- 寛保3年（1743年）：従四位上
- 寛保4年（1744年）：右中将
- 延享2年（1745年）：美作権介
- 延享3年（1746年）：正四位下
- 延享4年（1747年）：春宮権亮
- 寛延元年（1748年）：参議、丹波権守
- 寛延2年（1749年）：従三位、踏歌外弁
- 宝暦3年（1753年）：正三位
- 宝暦4年（1754年）：権中納言
- 宝暦7年（1757年）：権大納言
- 宝暦8年（1758年）：従二位
- 安永2年（1776年）：正二位

## 系譜
- 父：三条西公福
- 子：三条西延季